# Vienne, ville de mes rêves
Pour plus de détails, voir Fiche technique et Distribution.
Vienne, ville de mes rêves (Wien, du Stadt meiner Träume) est un film autrichien réalisé par Willi Forst sorti en 1957.
Il s'agit de la dernière réalisation de Willi Forst.

## Synopsis
Lorsque le roi Alexandre d'Alanie effectue une visite non officielle à Vienne, la ville de ses rêves, et qu'on lui montre tous les beaux côtés de Vienne, il apprend qu'il est destitué à la suite d'un coup d'État.
Le monarque déchu, loin d'être arrogant, obtient un emploi de chauffeur et tombe amoureux de la sculptrice Elisabeth Seyboldt. La princesse Sandra d'Alanie, sa fille, est attirée par le professeur de musique Peter Lehnert, avec qui elle prend des cours de piano.
Une belle soirée s'ensuit dans un Heuriger de Grinzing, où l'on boit du vin et chante des chansons viennoises. Alors que tout le monde est satisfait, Alexandre doit retourner dans son pays d'origine, car le gouvernement ne peut pas se passer de lui. Il doit assumer la fonction de nouveau président d'Alanie.

## Fiche technique
- Titre français : Vienne, ville de mes rêves[3]
- Titre original : Wien, du Stadt meiner Träume
- Réalisation : Willi Forst
- Scénario : Willi Forst, Kurt Nachmann d'après la nouvelle de Hans Rameau[4]
- Musique : Hans Lang, Robert Pawlicky, Alfred Uhl
- Direction artistique : Isabella Schlichting, Werner Schlichting
- Costumes : Charlotte Flemming
- Photographie : Günther Anders
- Son : Otto Untersalmberger, Herbert Janeczka
- Montage : Herma Sandtner
- Producteur : Herbert Gruber
- Société de production : Sascha-Film, Lux-Film
- Société de distribution : Herzog Filmverleih
- Pays d'origine :  Autriche
- Langue : allemand
- Format : Couleur - 1,37:1 - Mono - 35 mm
- Genre : musical
- Durée : 109 minutes
- Dates de sortie :
  -  Allemagne de l'Ouest : 19 décembre 1957.
  -  Autriche : 20 décembre 1957.
  -  Suède : 5 mai 1958.
  -  Danemark : 9 octobre 1958.
  -  France : 3 décembre 1958[3].
  -  Finlande : 10 avril 1959.
  -  Espagne : 1er juillet 1959.
  -  Mexique : 31 mai 1962.

## Distribution
- Hans Holt : Le roi Alexander Ier d'Alanie
- Erika Remberg : La princesse Sandra d'Alanie, sa fille
- Adrian Hoven : Peter Lehnert
- Hertha Feiler : Elisabeth Seyboldt
- Paul Hörbiger : M. Lehnert père
- Alma Seidler : Mme Lehnert mère
- Oskar Sima : Von Trotum, envoyé
- Jane Tilden : Klara von Trotum
- Richard Romanowsky : le chef de section Katzelseder
- Lilly Stepanek : Mme von Waldegg
- Erwin Strahl (de) : Mirko, un émissaire alanien
- Hannes Schiel : l'Oberstleutnant Morosos
- Alfred Böhm (de) : un policier
- Fred Hennings (de) : le président de la police
- Hugo Gottschlich : le premier ouvrier du bâtiment
- Fritz Muliar : le deuxième ouvrier du bâtiment
- Otto Tressler : le prince Vitus
- Peter Brand (de) : le chauffeur de l'ambassade
- Otto Fassler (de) : le premier violon
- Peter Gerhard (de) : le réceptionniste
- Herbert Kersten (de) : le secrétaire de l'ambassade
- Auguste Ripper : la vendeuse de fleurs
- Walter Simmerl : l'ivrogne